# Epcot
Epcot —  парк развлечений «Всемирного центра отдыха Уолта Диснея» (англ. Walt Disney World Resort). Тематика парка посвящена международной культуре и новшествам в сфере технологий. Открытие парка состоялось 1 октября 1982 года. Он стал вторым парком развлечений в Диснейуорлде после парка Magic Kingdom (Волшебное Королевство), открывшегося 1 октября 1971 года, и до 1994 года носил название «EPCOT Центр» (EPCOT Center).
В 2008 году Epcot посетили приблизительно 10,93 миллиона гостей, что позволило парку занять 3-е место среди самых посещаемых тематических парков США и 6-е место в мире.

## История

### Планировавшееся сообщество

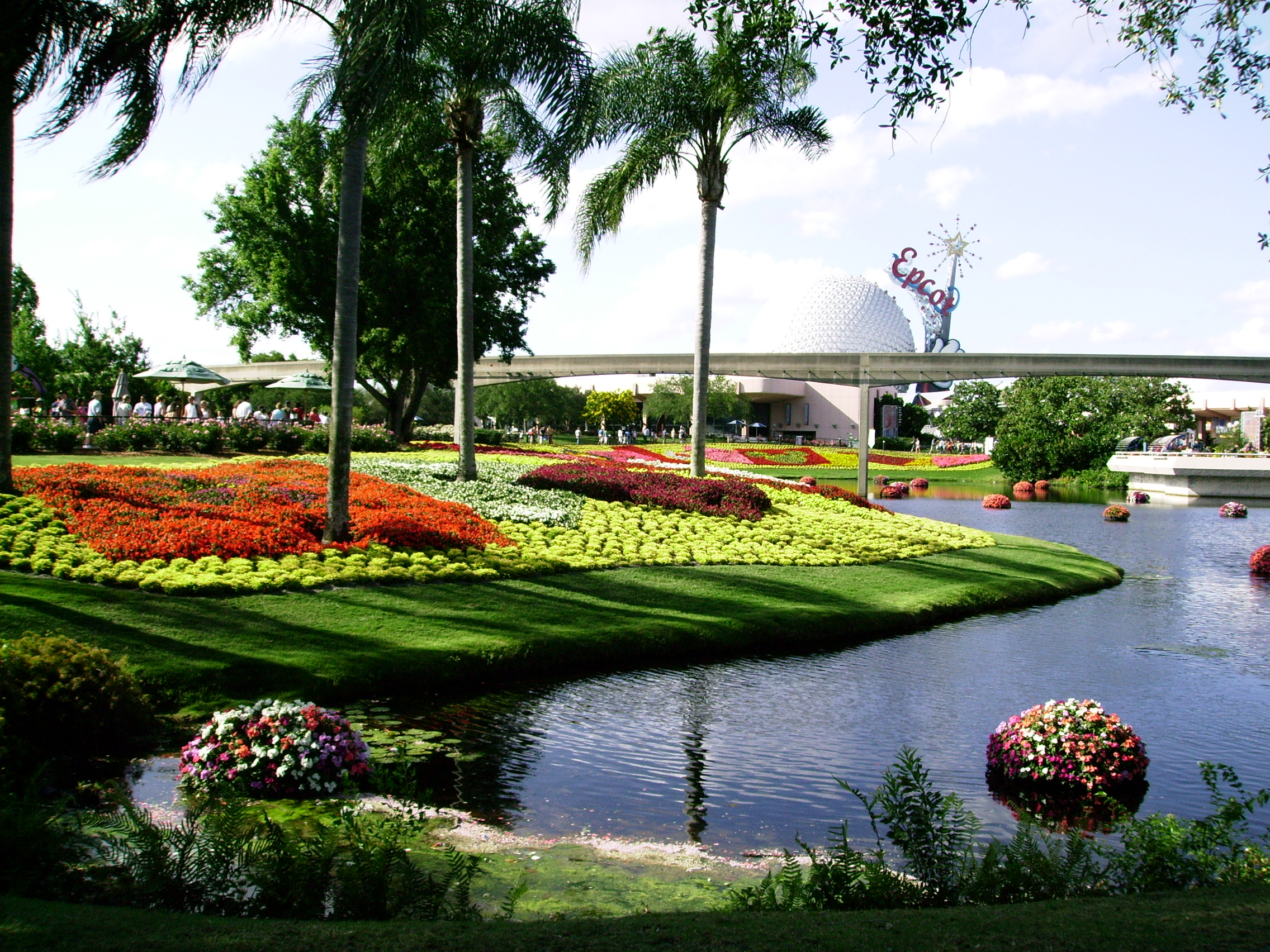
В парке Epcot много цветов, деревьев и озер

Название парка представляет собой акроним: EPCOT — Experimental Prototype Community of Tomorrow (Экспериментальный прототип сообщества будущего). Это утопический город будущего, созданный Уолтом Диснеем (иногда в полном названии он использовал слово «город» вместо «сообщество»). Как говорил Уолт Дисней: «EPCOT… возьмет на заметку новые идеи и новые технологии, которые сейчас появляются в центрах разработок американской промышленности. Это будет сообщество будущего, бесконечно внедряющее, тестирующее и демонстрирующее новые материалы и системы. EPCOT всегда будет витриной, представляющей миру изобретательность и воображение промышленных предприятий Америки.»
Уолт Дисней представлял Epcot как образцовое сообщество, город, дом для 20 тысяч жителей, который бы стал «испытательным полигоном» городского планирования и организации. Город должен был иметь форму круга, в центре предполагалось разместить бизнес-центры и коммерческие зоны, вокруг них — общественные здания, школы и развлекательные комплексы, по периметру города — спальные районы. Транспортное сообщение должно было обеспечиваться с помощью монорельсовой дороги и пиплмувером (подобных тем, какие использовались в зоне Tomorrowland (Земля будущего) в парке Magic Kingdom). Автомобильное движение планировалось осуществлять под землей, предоставив пешеходам возможность безопасно передвигаться. Уолт Дисней говорил: «В сообществе будет осуществляться планирование и контроль, город станет выставочным стендом для американской промышленности и исследовательской работы, школ, культурных и образовательных возможностей. В городе не будет собственников земли, следовательно не будет и решающего влияния на исход голосования. Люди будут брать дома в аренду по умеренной арендной плате, а не покупать их. Также не будет и пенсионеров — каждый должен быть занят.» Первоначальную модель такого видения парка Epcot до сих пор можно увидеть, проезжая на аттракционе — пиплмувере Tomorrowland Transit Authority в парке Magic Kingdom: когда пиплмувер въезжает в дом-аттракцион «Великий побег Стича!», слева (по ходу движения) за стеклом пассажиры могут увидеть эту модель. Эта мечта Уолта Диснея не была реализована. Он не смог добиться финансирования и получить разрешения на проведение работ на его земельном участке во Флориде, пока не согласился сначала построить парк Мэджик Кингдом. Однако, Уолт Дисней умер еще до его открытия.

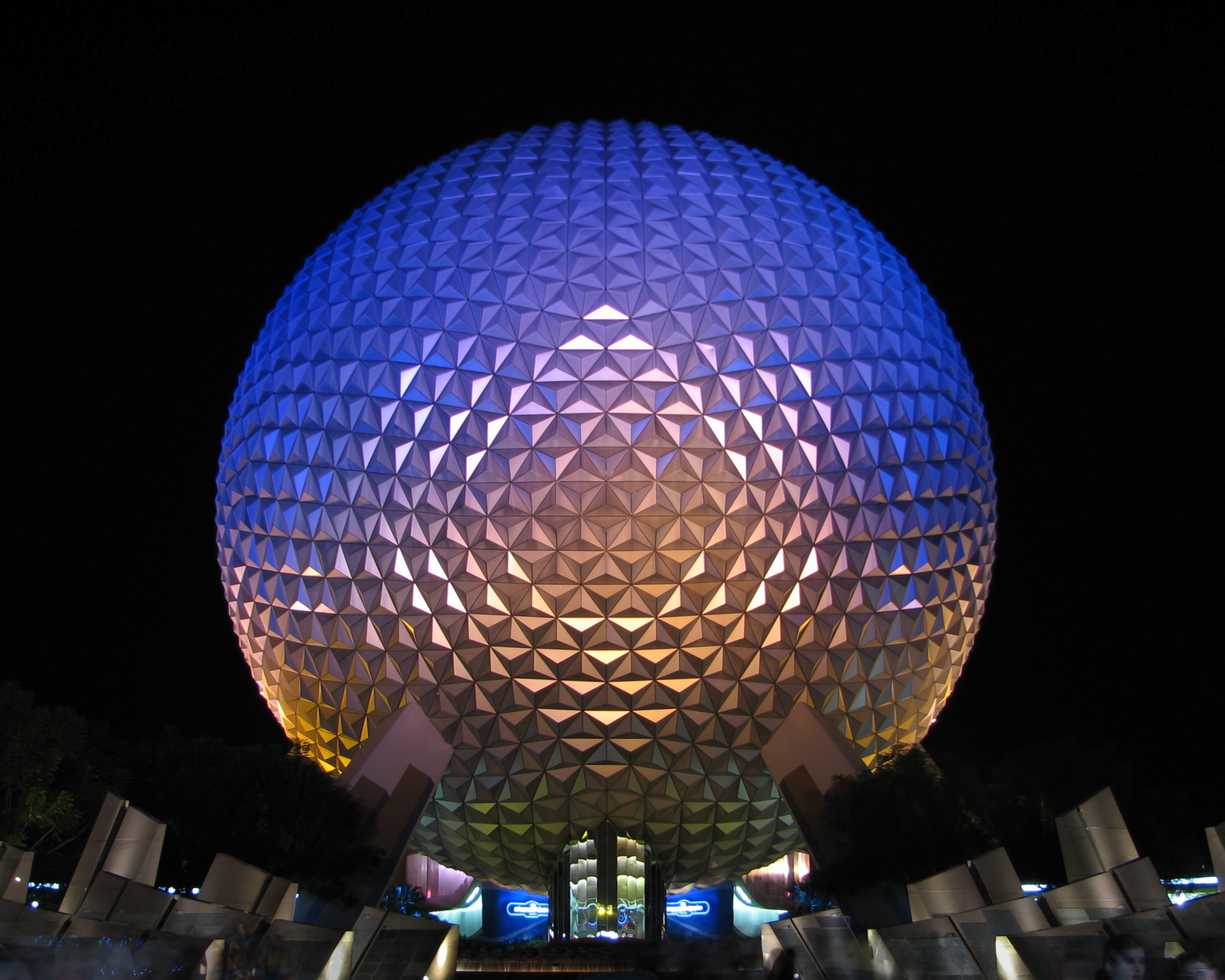
Подсветка Spaceship Earth ночью.

После смерти Уолта Диснея, компания «Уолт Дисней» (The Walt Disney Company) решила не заниматься реализацией плана строительства города. Говорили, что модель города Селебрэйшн во Флориде является реализацией первоначальной идеи Уолта Диснея, однако Селебрэйшн исходит из концепции нового урбанизма, которая радикально отличается от модернистического и футуристического представления Уолта Диснея. Тем не менее, идея EPCOT побудила Флориду создать усовершенствованный район Риди Крик (RCID) и города Бэй Лэйк и Риди Крик (вскоре переименованный в Лэйк Буэна Виста), а также законодательный механизм, который позволяет компании «Уолт Дисней» осуществлять государственное управление над Диснейуорлдом. Право контроля над районом RCID принадлежит землевладельцам района, и обязательства фактического города в районе означали бы, что власть над RCID распределялась бы между землевладельцами в EPCOT. Так как замысел EPCOT так и никогда не был реализован, компания «Уолт Дисней» осталась фактически единственным землевладельцем в районе, что дает ей возможность осуществлять контроль над районом RCID и городами Бэй Лэйк и Лэйк Буэна Виста; «Уолт Дисней» впоследствии закрепил свой контроль путём отсоединения Селебрэйшн от района RCID.

### Парк развлечений
Первоначально парк развлечений был назван «EPCOT Центр» для отражения того факта, что парк был построен с целью воплощения идеалов и ценностей города EPCOT. В 1994 году название было заменено на «EPCOT '94», а через год в «EPCOT '95». К 1996 году парк стал известен просто как «Epcot» — обычное существительное, не акроним.
Первоначальные проекты парка свидетельствуют о нерешительности в отношении целей и замысла парка: некоторые сотрудники отдела творческих идей хотели, чтобы парк представлял самые передовые технологии, в то время как другие хотели, чтобы он стал витриной международных традиций, обычаев и культурных особенностей. В определенный момент модель футуристического парка столкнулось с идеей международного парка, в результате появился «EPCOT Центр» — тематический парк с элементами, используемыми на всемирных выставках.

## Открытие
Перед открытием парка 1 октября 1982 года посол Диснейуорлда Джини Филд представил председателя и генерального директора Кардона Уолкера, который посвятил EPCOT краткую речь:
Приветствую всех, кто пришел сюда - в место веселья, надежды и дружбы.

EPCOT - это результат творческого представления Уолта Диснея. Здесь достижения человечества прославляются с помощью воображения, удивительной предприимчивости и концепций будущего, которые обещают новые и увлекательные ощущения для всех.

Пусть "EPCOT Центр" развлекает, вдохновляет, дает информацию и, прежде всего, пусть он вселяет новое чувство веры и гордости за способности человека создавать мир, который дает надежду людям во всем мире.
- Кардон Уолкер, председатель и генеральный директор, компания Уолт Дисней, 24 октябрь 1982
Уолкер также подарил одной семье пожизненные пропуски в два тематических парка Диснейуорлда. После него выступили Боб Грэхэм и президент «Американской телефонной и телеграфной компании» Уильям Эллингхаус.
Частью церемонии открытия стало выступление танцоров и группы артистов с песней «We’ve Just Begun to Dream» («Мы только что начали мечтать»). Братья Шерман написали эту песню специально для мероприятия, названного «The World Showcase March». Во время финальных аккордов, в небо выпустили голубей и огромное количество воздушных шаров.
Во время открытия выступали группы из различных стран мира. Чтобы открытие парка было еще более впечатляющим, «Фонтан Наций» в парке был наполнен водой, заранее собранной из главных рек на земном шаре.
Перед входом в парк расположена пластинка со словами Уолкера, которые он посвятил открытию парка.

## Схема парка
Парк разделен на две зоны — «Будущий Мир» (Future World) и «Витрина Мира» (World Showcase), которые расположены в форме песочных часов. Обе зоны сформированы по типу экспонатов, встречающихся на всемирных выставках. В первые годы деятельности Epcot часто называли «постоянной всемирной выставкой».

### «Будущий Мир»

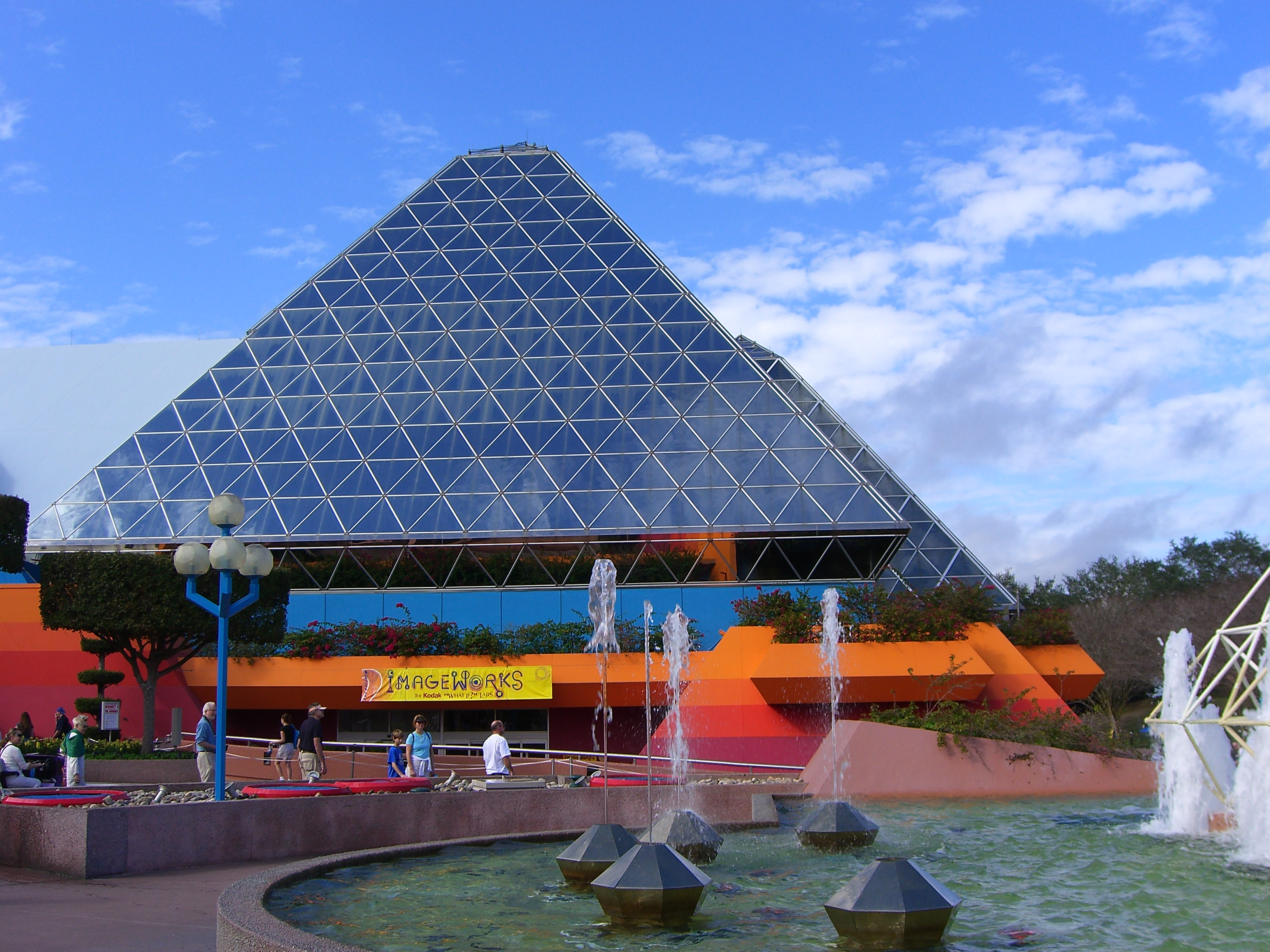
Стеклянные пирамиды аттракциона «Воображение!» с танцующими фонтанами на переднем плане

«Будущий Мир» состоит из разнообразных павильонов, в которых исследуются прогрессивные аспекты и применение технологий. Первоначально каждый павильон имел уникальный символ (логотип) в форме круга, который изображался на информационной доске парка, вывеске и на самом аттракционе. Использование логотипов аттракционов, включая логотип самого парка Epcot, постепенно сокращалось на протяжении последних лет, но некоторые из них все еще используются в некоторых местах парка.
Аттракционы в зоне «Будущий Мир»:
- Космический корабль «Земля» (Spaceship Earth)
- Инновенции (Innoventions)
- Вселенная Энергии
- Миссия: КОСМОС
- Тест Трек
- По морям с Немо и друзьями
- Земля
- Воображение!

Каждый павильон в зоне «Будущий Мир» изначально субсидировался корпорацией, которая оказывала финансовую помощь в строительстве и эксплуатации в обмен на размещение логотипов корпорации по всему павильону. Например, «Вселенная Энергии» субсидировалась компанией «Exxon», а аттракцион «Земля» — компанией «Kraft», затем «Nestlé». В каждом павильоне есть превосходная VIP-зона для спонсоров с офисами, комнатами для отдыха, приемными, которые скрыты от обычных посетителей парка. Однако, через некоторое время с момента открытия парка, некоторые спонсоры решили, что брэндинг не стоил понесенных затрат, и оставили некоторые павильоны без финансовой поддержки. Поскольку компания «Уолт Дисней» заинтересована в партнерах, помогающих с оплатой по счетам, то ряд павильонов без спонсоров имеет неопределенное будущее. После того как General Electric прекратило финансирование аттракциона «Горизонты» в 1993, он закрылся на пару лет, затем открылся на время, пока расположенные рядом аттракционы были на ремонте. В январе 1999 года «Горизонты» закрылся окончательно, и летом 2000 года аттракцион был демонтирован для того, чтобы освободить место для установки нового аттракциона «Миссия: КОСМОС» в 2003 году. В 2001 году корпорация MetLife перестала субсидировать аттракцион «Чудеса в Жизни»: сейчас аттракцион закрыт. «Тест Трек» субсидируется , «Воображение!» — компанией Eastman Kodak, «Миссия: КОСМОС» — компанией Hewlett-Packard. «Космический корабль „Земля“» с 1982 по 1984 финансировался компанией Bell System, затем «Американской телефонной и телеграфной компанией» (является материнской компанией Bell System) с 1984 до 2003. В период с 2003 по 2005 год «Космический корабль „Земля“» не субсидировался. В настоящее время финансовое покровительство над этим аттракционом осуществляет Siemens.

### «Витрина Мира»

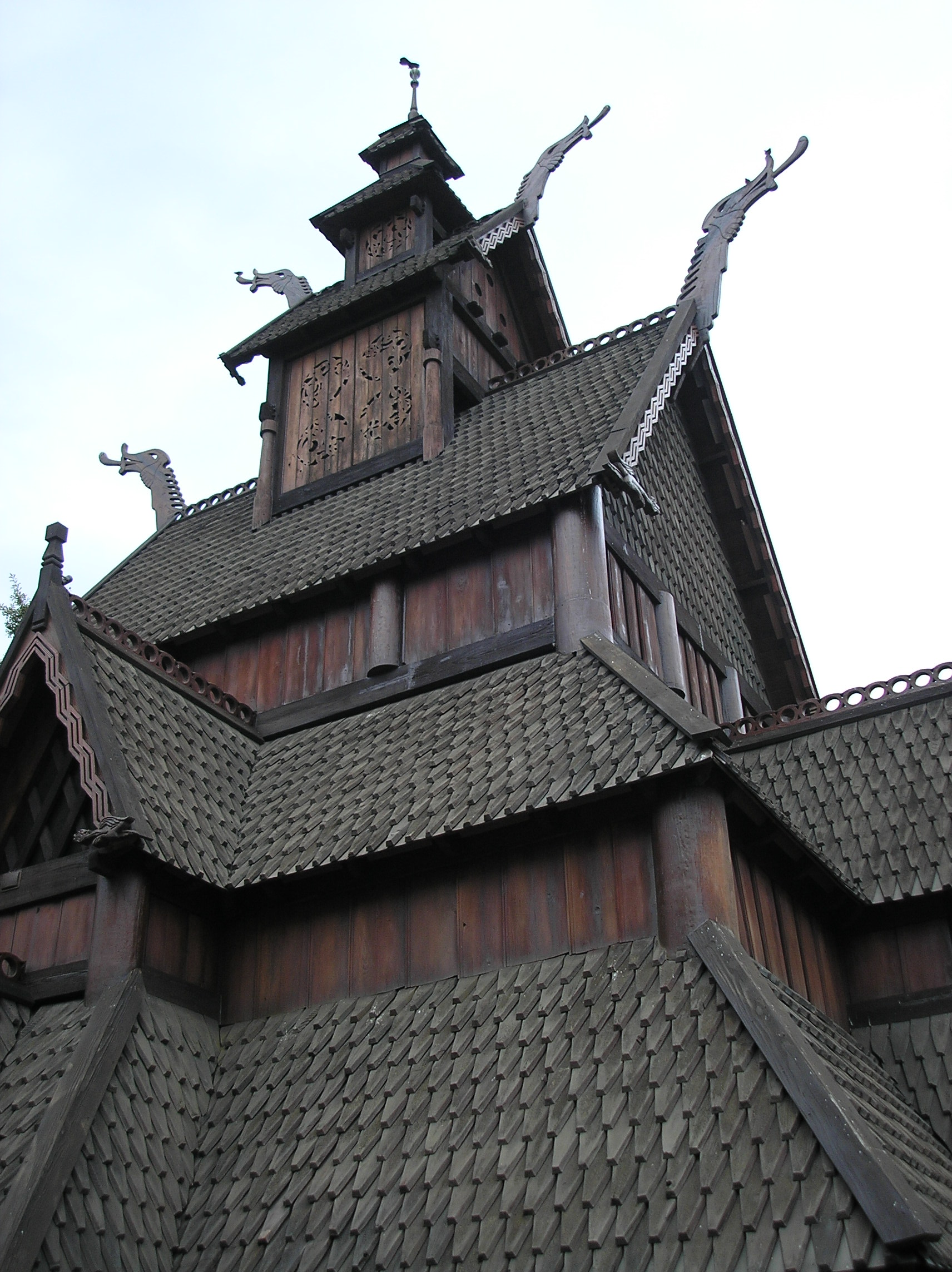
Каркасная церковь в норвежском павильоне

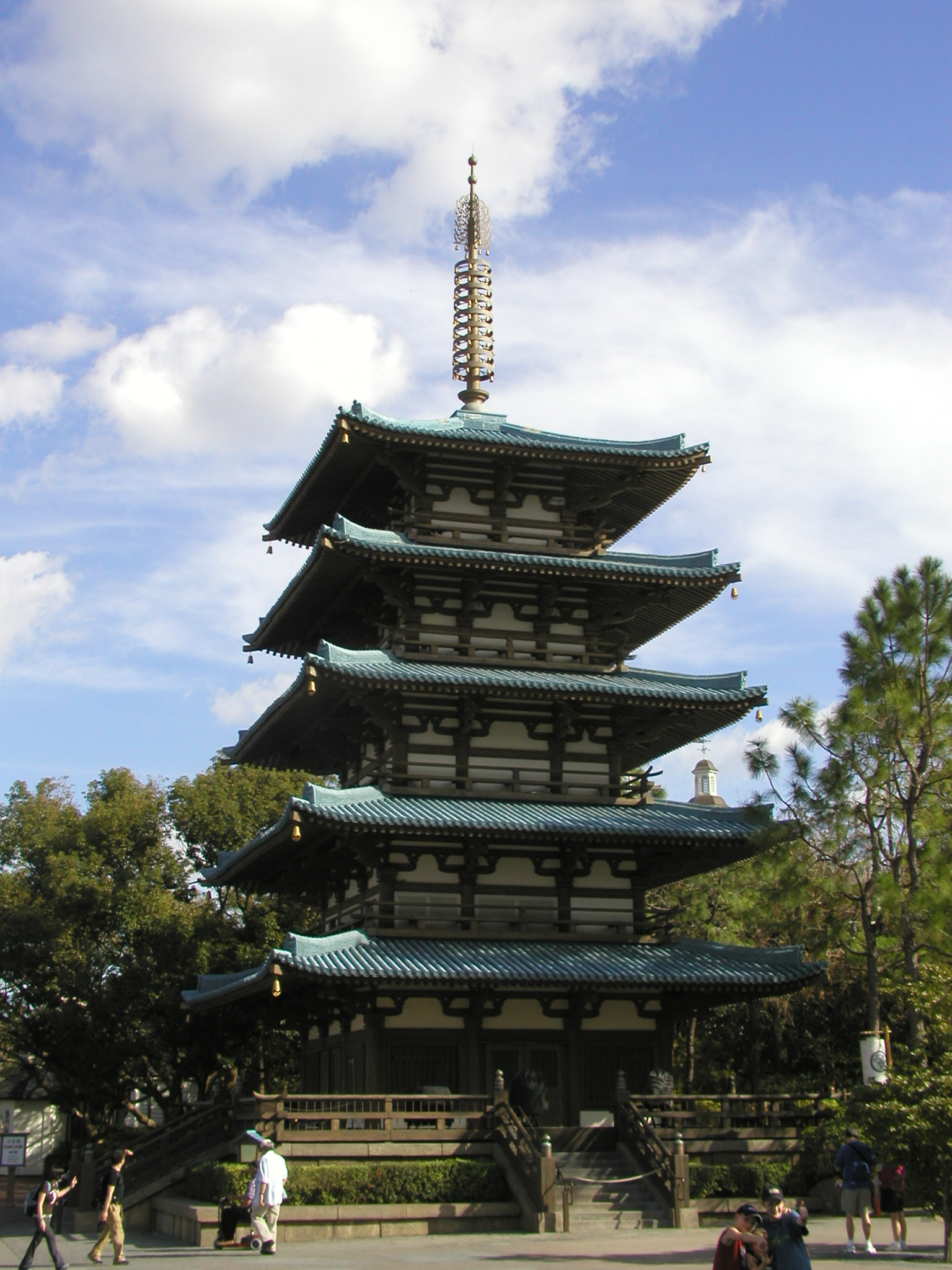
Большая пагода — отличительная черта японского павильона

В зоне «Витрина Мира» расположены павильоны, представляющие 11 стран: нажмите на ссылки ниже, чтобы узнать больше информации о каждом из павильонов. По часовой стрелке расположены павильоны следующих стран:
- Мексика
- Норвегия
- Китай
- Германия
- Италия
- США
- Япония
- Марокко
- Франция
- Великобритания
- Канада

Павильонов Норвегии и Марокко не было в день открытия парка, они появились позже. В каждом павильоне располагаются магазины и рестораны в национальном стиле, обслуживающий персонал которых является гражданами той страны, которую они представляют, согласно «Программе культурного представительства». В некоторых павильонах имеются аттракционы и организуются шоу-программы. Единственным павильоном, который финансируется той страной, которую он представляет, является павильон Марокко. Павильоны остальных стран субсидируются частными компаниями.
Строительство павильонов таких стран, как Австралия, Россия, Испания, Венесуэла, ОАЭ и Израиль, планировалось, но не были осуществлены. Имевшиеся планы по созданию павильона Экваториальной Африки так и не реализовались. Отличительной чертой этого павильона стал бы презентационный фильм об Африке, проводимый Алексом Хейли. Но после открытия компанией «Уолт Дисней» парка «Энимал Кингдом» (Animal Kingdom), представляющего собой заповедник и парк в африканском стиле, планы по строительству павильона были оставлены. На месте, где должен был располагаться этот павильон, сейчас находится небольшой буфет, оформленный в африканском стиле, известный как Outpost.
Зона «Витрина Мира» обычно открывается на два часа позже, чем сам парк, но зато и закрывается позже, чем зона «Будущий Мир», тем не менее, большинство аттракционов в зоне «Будущий Мир», включая «Тест Трек», «Миссия: КОСМОС», «По морям с Немо и друзьями» и «Космический корабль «Земля»↑, доступны для посетителей до самого закрытия всего парка.
В отличие от парка Magic Kingdom, где алкоголь вообще не продается, во многих магазинах и ресторанах в зоне «Витрина Мира» продаются алкогольные напитки, являющиеся национальными для каждой представленной страны. Кроме того, в буфетах по всему парку продается пиво.
Вход в парк находится между павильонами Франции и Великобритании и известен под названием «Международные Ворота». Гости парка, останавливающиеся в курортной зоне парка Epcot, а также гости, приходящие из парка Disney’s Hollywood Studios, могут добраться до ворот пешком или на теплоходе.

#### Приключение Ким Пять-с-плюсом
Аттракцион основан на анимационном сериале Ким Пять-с-плюсом. «Приключение Ким» — это интерактивный аттракцион, имеющийся в нескольких павильонах на территории «Витрина Мира». Аттракцион представляет собой электронную игру типа «охоты на мусор», когда участники используют специальные «КИМуникаторы» (в действительности, упрощенные мобильные телефоны), чтобы помочь подростковым борцам с преступностью Ким и Рону Так-Себе разгадать преступление и разрушить планы злодеев о «мировом господстве». «КИМуникатор» может приводить в действие особые события на территории павильона, которые дают подсказки для завершения приключения. Открытый в январе 2009 года и представленный компанией Verizon Wireless, аттракцион «Приключение Ким» включен в стоимость входного билета.

### Лагуна
«Лагуна» — искусственное озеро, расположенное на территории «Витрина Мира». Периметр озера составляет 1931 метр.